# 马纳斯灯心草
马纳斯灯心草（学名：Juncus manasiensis）为灯心草科灯心草属的植物，为中国的特有植物。分布在中国大陆的新疆等地，多生长在平地和水库边。